# مانتلوین منور (کالیفرنیا)
مانتلوین منور (به انگلیسی: Montalvin Manor) یک منطقهٔ مسکونی در ایالات متحده آمریکا است که در شهرستان کنترا کوستا، کالیفرنیا واقع شده‌است. مانتلوین منور ۰٫۸۸۴ کیلومتر مربع مساحت و ۲٬۸۷۶ نفر جمعیت دارد و ۲۱ متر بالاتر از سطح دریا واقع شده‌است.